# 豊中市立第十六中学校
豊中市立第十六中学校（とよなかしりつ だいじゅうろくちゅうがっこう）は、大阪府豊中市北条町三丁目にある公立中学校。

## 生徒数
現在、市内で比べても生徒数が増加している。近年は各学年180名前後で推移しているである。

## 沿革
- 1981年
  - 4月1日 - 豊中市立第八中学校から分離開校。
  - 5月13日 - 標準服制定。
  - 5月20日 - 校章デザイン決定。
  - 6月24日 - 生徒会発足。
- 1982年
  - 3月17日 - 校旗受領。
  - 4月1日 - 養護学級設置。
- 1983年11月30日 - 校歌発表記念式典（作詞：山本恵三子、作曲：湯山昭）。
- 1986年5月 - パーソナルコンピュータ研究推進校に指定される。
- 1991年4月 - 障害児教育研究推進校に指定される。
- 1993年5月 - 同和教育研究推進校に指定される。
- 2001年5月 - 道徳教育研究推進校に指定される。
- 2002年5月 - 学校図書館教育推進校に指定される。
- 2004年5月 - 「確かな学力」向上推進校に指定される（2007年度まで）。
- 2005年6月 - 大阪府教育委員会より、「確かな学力向上のための学校づくり」実施校に指定される（2006年度まで）。

## 通学区域
- 豊中市立北条小学校と豊中市立寺内小学校の通学区域。
  - 豊中市立中学校通学区域一覧表を参照。
  - 北条小学校区に位置するため、寺内及び東寺内町からは20分程度の徒歩を要する。また通学路は部分的に隣の吹田市を通る。

## 交通
- 服部天神駅 東へ約1.5km
- 緑地公園駅 西へ約1.5km
- 阪急バス「小曽根」「若北会館前」「北条町2丁目」各バス停

## 著名な卒業生
- 有働由美子（アナウンサー）
- 大森菜月（陸上競技）[2]
- 西代洋（ミサイルマン）
- 唐山翔自（サッカー）[3]